# Pier Obe Posthumus
Pier Obe Posthumus (Groningen, 22 maart 1887 — Haren, 13 augustus 1956) was tijdens de Tweede Wereldoorlog burgemeester van de toenmalige gemeente Diever in de Nederlandse provincie Drenthe. Hij was lid van de NSB.

## Leven en werk
Posthumus werd in 1887 in Groningen geboren als zoon van de onderwijzer Broer Posthumus en Catharina Geziena Lucretia van Slogteren. Hij was van beroep reiziger in smeerolie en spinnerijmeester. In het begin van de Tweede Wereldoorlog werd hij lid van de NSB. Hij werd blokleider en waarnemend groepsleider. Ook volgde hij een zogenaamde cursus voor burgemeester. Na een aanstelling als waarnemend burgemeester in Hoogezand en locoburgemeester in Haren werd hij in april 1944 geïnstalleerd als burgemeester van Diever. Hij nam daar de plaats in van de door de Duitsers ontslagen burgemeester Meijboom. Hij werkte nauw samen met de in Diever gestationeerde Landwacht, waarbij meerdere personen werden gearresteerd en/of gedood.
Op het eind van de Tweede wereldoorlog werd Posthumus gearresteerd door Franse parachutisten en uitgeleverd aan de geallieerden. In de latere rechtszaak tegen hem eiste de procureur-fiscaal tien jaar gevangenis met aftrek van voorarrest, ontzetting uit het kiesrecht en ontzetting uit het recht openbare ambten te mogen bekleden. De Drentse Kamer van het Bijzonder Gerechtshof te Leeuwarden veroordeelde hem tot acht jaar gevangenis met aftrek van voorarrest, ontzetting uit het kiesrecht en ontzetting uit het recht openbare ambten te mogen bekleden.
Posthumus trouwde in 1912 met Johanne Friederike Caroline Wallbaum. Hij overleed in 1956 op 69-jarige leeftijd in zijn woonplaats Haren.